# Château de Gültz
Le château de Gültz (Schloß Gültz) est un château allemand, situé à Gültz dans l'arrondissement du Plateau des lacs mecklembourgeois, au nord-est du pays.

## Historique

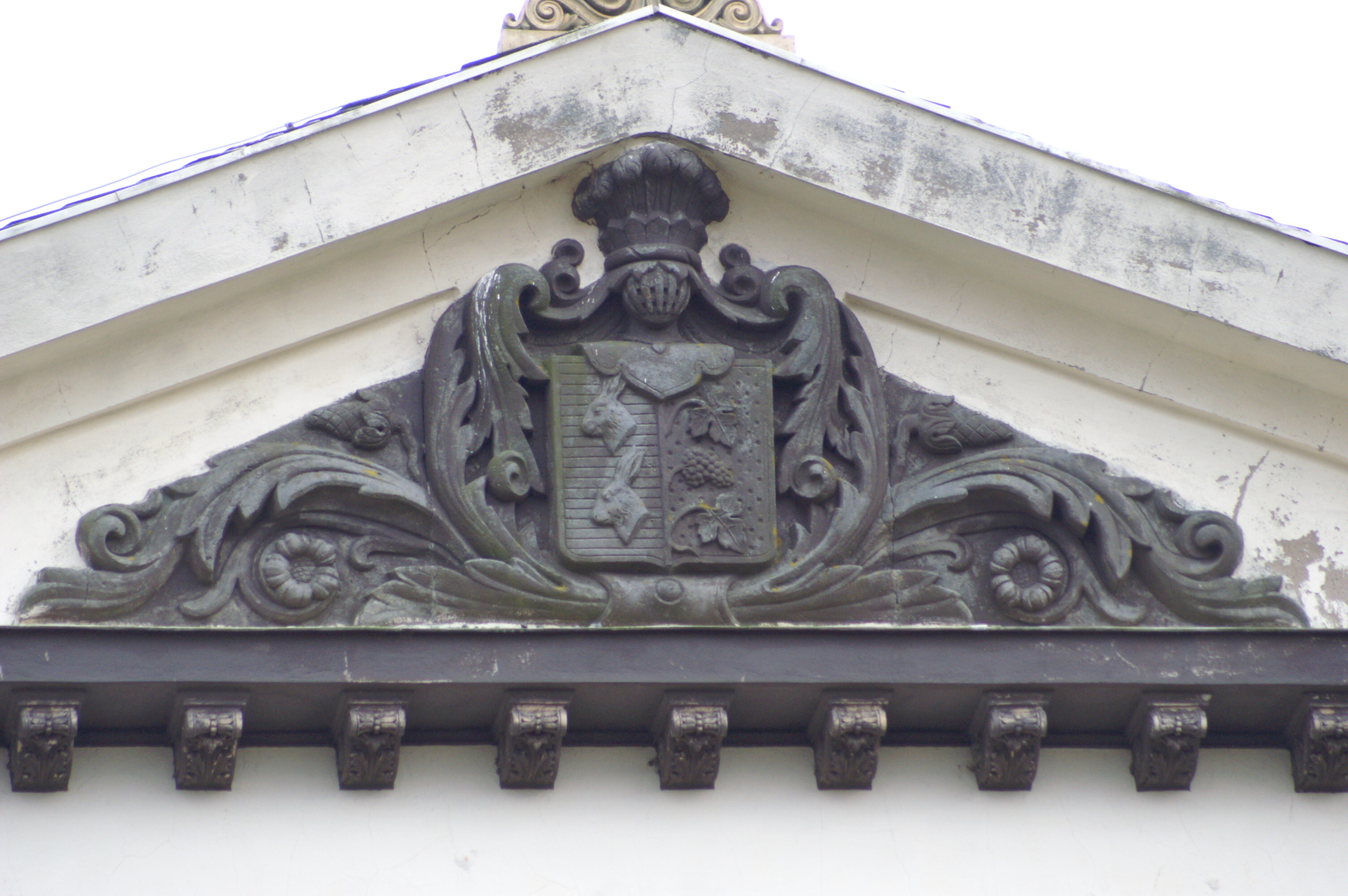
Armoiries des Maltzahn au fronton occidental du château

Le domaine de Gültz est depuis le XVe siècle en possession de la branche poméranienne de la famille von Maltzahn. Il y a un manoir qui est remplacé en 1868-1872 par le château actuel, bâti à la demande du baron Helmuth von Maltzahn (1840-1923), secrétaire d'État au Trésor. Il est de style néoclassique avec des apports romantiques. Le parc avait été dessiné auparavant à l'anglaise par Peter Joseph Lenné.
Les Maltzahn sont chassés par les lois d'expropriation de 1945 qui interdisent la propriété privée foncière. Le château est mis à sac. Du temps de la république démocratique allemande, il sert d'internat. Il est restauré entre 1980 et 1988, puis en 1999 dans le but d'en faire un hôtel.

## Architecture

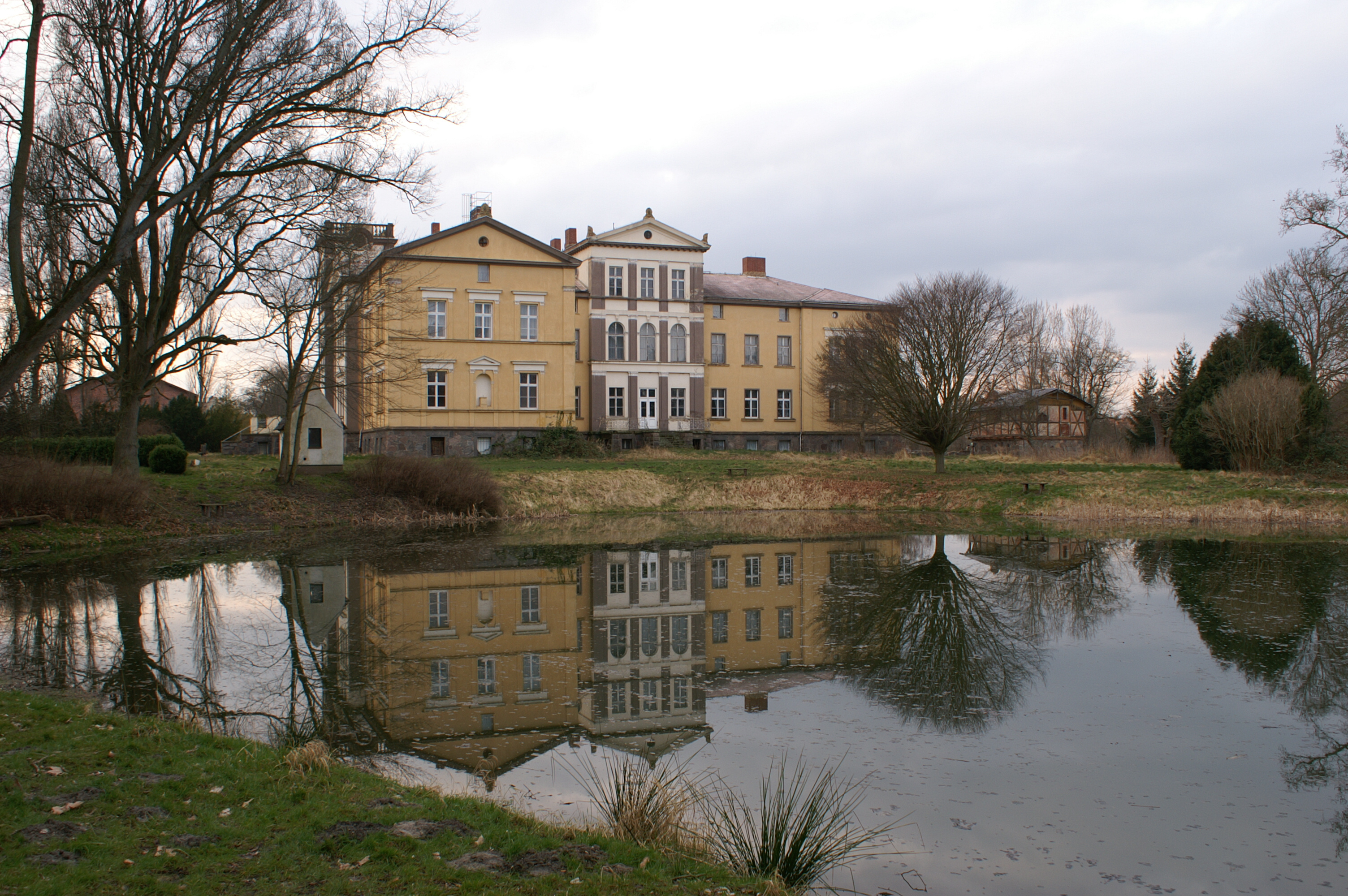
Façade est donnant sur l'étang

L'architecte du château est un architecte mecklembourgeois du nom de Georg Daniel. Le château forme un L à l'est de l'ancien manoir. Les façades sont décorées en leur milieu d'un avant-corps à trois niveaux surmonté d'un fronton classique triangulaire. Celui de la façade d'honneur à l'ouest est orné des armoiries de la famille von Maltzahn. Une tour carrée de trois étages surmontée d'une terrasse flanque le côté sud. La grande salle de bal se trouve du côté nord avec un plafond décoré de stuc doré, tandis que celui du hall d'entrée, auquel on accède par un portique à deux colonnes, est recouvert de caissons. L'aile sud avec sa tour est à deux niveaux avec un avant-corps. Il y avait autrefois un jardin d'hiver au pied de la tour.
On trouve encore dans le parc des paviers rouges, des magnolias, des platanes et des chênes pyramidaux. Douze tilleuls à petites feuilles forment un ovale au sud du parc.

## Source
- (de) Cet article est partiellement ou en totalité issu de l’article de Wikipédia en allemand intitulé « Schloss Gültz » (voir la liste des auteurs).